# Ramon de Siscar i de Montoliu
Ramon de Siscar i de Montoliu   (Reus, 1830 - Barcelona, 1 de gener de 1889) va ser un escriptor, llatinista i historiador, fill de Ramon Siscar i Fernández-Calderón (1792-1850) i oncle de Ferran de Sagarra i de Siscar (1853-1939).

## Biografia
Llicenciat en dret, el 1882 va ser membre de la junta de govern de la societat d'assegurances a Previsión. També va ser regidor de l'Ajuntament de Barcelona el 1875 i 1884 pel Partit Conservador.
Va ser també membre de la Reial Acadèmia de Bones Lletres de Barcelona des de 1859 i de la Reial Acadèmia de la Història de Madrid. Publicà traduccions de Virgili en castellà i d'Horaci en català. Com a historiador se centrà en la història d'Agramunt (l'Urgell), on degué tenir interessos patrimonials. Viatjà per tot Europa adquirint material arqueològic. Va reunir una bona col·lecció de monedes i una gran biblioteca. Alguns dels manuscrits que trobà són a la Biblioteca de Catalunya. Va tenir fama de bibliògraf erudit, i col·laborà al Calendari Català i a La Ilustració Catalana. En un article a Hormiga de Oro va publicar amb pseudònim un estudi sobre el primer llibre imprès a Tarragona.
Ramon de Siscar es casà en primeres noces amb Matilde Martínez de Arizala i Bobadilla, amb qui va tenir una filla, Pilar. Posteriorment i ja vidu, el 1871 es casà en segones noces amb la noble Francesca Xaviera Castellarnau i Lleopart (1839-1901), natural de Berga. L'hereu Ramon de Siscar i Castellarnau la va matar d'un seguit de trets de pistola la nit del 10 a l'11 de desembre del 1901, per la qual cosa va ser condemnat a mort, pena que posteriorment va ser commutada a cadena perpètua.
La germana petita de Xaviera, Maria Dolors Filomena Castellarnau i Lleopart (1852-1908), fou l'esposa de l'escriptor Ferran de Sagarra i de Siscar i mare de l'escriptor Josep Maria de Sagarra i de Castellarnau.

## Obres
- La iglesia parroquial de Agramunt: monografía insertada en la obra Album pintoresch monumental de Lleyda y sa provincia . Barcelona, 1880
- La carta puebla de Agramunt y los privilegios concedidos á la misma villa por los condes de Urgel hasta la extinción de la casa de Cabrera (1163-1314). Barcelona: Imp. de Jaime Jepús, 1884
- El primer libro impreso en Tarragona en 1484 (1887).